# شرکت‌های تعاونی و بانک برای کشاورزان
شرکت‌های تعاونی و بانک برای کشاورزان کتابی از علی‌اکبر نوراد است که در سال ۱۳۳۲ منتشر و برندهٔ جایزه کتاب سال سلطنتی شد.